# Diego Zandel
Diego Zandel (Fermo, 1948) è uno scrittore italiano di origine fiumana.

## Biografia
Nasce nell'ospedale di Fermo, nelle Marche, dal momento che la sua famiglia è ospite nel vicino campo profughi di Servigliano, che raccoglie gli esuli italiani dell'Istria, Fiume e Dalmazia in fuga dalla Iugoslavia di Tito. Questa origine avrà poi molta rilevanza nei suoi libri, compresi quelli di genere thriller. Ma anche la Grecia, in particolare l'isola di Kos, della quale era originaria la famiglia di sua moglie Anna, scomparsa nel 2012, entrerà nella sua narrativa per il suo portato storico e geopolitico, anch'esso di frontiera, per il suo essere appartenuta nei secoli, come tutte le isole del Dodecaneso, a diversi Stati. Tutta la produzione narrativa di Zandel appare, comunque, spesso collegata a esperienze autobiografiche, o a echi e risvolti di tali esperienze, in forma diretta (come in "Una storia istriana", considerato il suo capolavoro, dove racconta una tragica vicenda famigliare accaduta in Istria all'inizio degli anni Quaranta) o più lontana, con agganci anche a particolari momenti storici, come gli anni di piombo (il romanzo "Massacro per un presidente"), la guerra nella ex Jugoslavia ("I confini dell'odio"), la guerra nell'Egeo ("Il fratello greco") oppure le foibe e l'esodo istrofiumano ("I testimoni muti" e, più recentemente, "Eredità colpevole").Più in generale, vale per Zandel quanto scritto da Elvio Guagnini, professore emerito di letteratura all'Università di Trieste, in merito al romanzo L'uomo di Kos: "Zandel sa coniugare gli “slarghi” delle descrizioni e dell'analisi con il ritmo sempre sostenuto di un racconto ricco di momenti di sospensione e di colpi di scena. Usa con intelligenza i trucchi del genere (dei generi) ai quali fa riferimento. Usa con altrettanta intelligenza anche la seduzione del paesaggio e dell'ambiente, per tenere avvinto il lettore. E, accanto a tratti “di consumo” usati con intelligenza (ma sappiamo che non tutta la letteratura detta di consumo è necessariamente “di consumo”), sa intrecciare una storia d'azione a un romanzo di analisi. Non è poco." Un'analisi che vale un po' per tutti i suoi romanzi, in cui il gusto del mistero, della memoria e dell'avventura s'intrecciano incisivamente agli eventi della piccola e della grande storia. 
Nel 2023 gli è stato conferito il Premio Tomizza come "personalità che nel tempo si è distinta nell'affermazione concreta degli ideali di mutua comprensione e pacifica convivenza tra le genti delle nostre terre".

## Principali opere
- Massacro per un presidente (Arnoldo Mondadori Editore, 1981)
- Una storia istriana (Rusconi, 1987, Premio Selezione Napoli, 1987)
- Crociera di sangue (Arnoldo Mondadori Editore, 1993, Segretissimo n. 1239, Oltre Edizioni, 2020 ),
- Operazione Venere (Arnoldo Mondadori Editore, 1996, Segretissimo n. 1306, Oltre Edizioni, 2021)
- I confini dell'odio (Aragno, 2002, Oltre Edizioni, 2022)
- L'uomo di Kos (Hobby&Work, 2004).
- "Il figlio perduto" (Alacran, 2010)
- "Il fratello greco" (Hacca, 2010)
- "I testimoni muti" (Mursia, 2011)
- "Essere Bob Lang" (Hacca, 2012)
- "Il console romeno", racconti (Oltre Edizioni, 2013)
- "Manuale sentimentale dell'isola di Kos", (Oltre Edizioni, 2016)
- "Balcanica - Viaggio nel sudest europeo attraverso la letteratura contemporanea" (Edizioni Novecento Libri, 2018)
- "Apologia della lettura - Riflessioni di un bibliofilo incallito" (Historica, 2020)
- "Eredità colpevole" (Voland, 2023)
- "Un affare balcanico" (Voland, 2024)
- "Racconti istro-fiumani" (B#S Edizioni, 2024)
- "Autodafè di un esule. Nel ricordo delle foibe e dell'esodo giuliano-dalmata" (Rubettino, 2025)

Ha scritto inoltre molti racconti sparsi in diverse antologie collettive, mentre quelli di ambientazione istro-fiumana e greca sono raccolti nel volume "Verso est. Racconti di oltre il confine orientale e dell'Egeo" (Campanotto 2006). Esiste anche un'edizione originale in croato che raccoglie tutti i racconti istro-fiumani "Riječko-Istarske Priče" 
Infine, attento al mondo balcanico tutto, sul quale scrive anche per i media, è autore di "Balcanica - viaggio nel sudest europeo attraverso la letteratura contemporanea" e della prima monografia italiana dedicata al premio Nobel jugoslavo Ivo Andrić (Mursia, 1981, con Giacomo Scotti).  È autore anche di saggi brevi, in forma di prefazione ad alcuni dei loro libri, su Dashiell Hammett, Eric Ambler, e sul romanzo poliziesco in genere.